# Isole Bounty
Le Isole Bounty sono un piccolo gruppo composto da 18 isole e da numerosi scogli che si trova nell'Oceano Pacifico, circa 650 chilometri a sudest dell'Isola del Sud; politicamente esse fanno parte della Nuova Zelanda. L'arcipelago è disabitato, ma ha forti popolazioni di pinguini e albatros. Nel XIX secolo era un luogo popolare per la caccia degli otaridi.
Le isole sono molto piccole, solo 1,3 chilometri quadrati, e geograficamente sono divise in un Gruppo Occidentale ed un Gruppo Orientale. L'intera catena di isole è larga solo 5 chilometri nel suo asse maggiore. Su Funnel Island si trova il punto più elevato delle Isole Bounty, appena 73 metri sul livello del mare.
Le Isole Bounty vennero scoperte nel 1788 da William Bligh e battezzate così in onore della sua nave, appena pochi mesi prima del famoso episodio dell'ammutinamento del Bounty.

## Isole
- Gruppo principale (47°45′S 179°02′E):
  - Depot Island (isola più grande)
  - Dog Rock
  - Lion Island
  - Penguin Island
  - Proclamation Island
  - Ranfurly Island
  - Ruatara Island
  - Seal Rock
  - Skua Rock
  - Spider Island
  - Tunnel Island
- Gruppo centrale (47°45′45″S 179°02′40″E):
  - Coronet Island
  - Funnel Island (isolotto principale)
  - Castle Island
  - Prion Island
- Gruppo orientale (47°46′S 179°04′E):
  - Con Island
  - Molly Cap (isolotto principale)
  - North Rock

## Patrimonio dell'umanità
Insieme alle Isole Auckland, Antipodi, Campbell e Snares, le Isole Bounty sono state inserite nel 1998 nell'elenco dei Patrimoni dell'umanità dell'UNESCO, col nome unitario di Isole sub-antartiche della Nuova Zelanda.